# Kartusche (Munition)

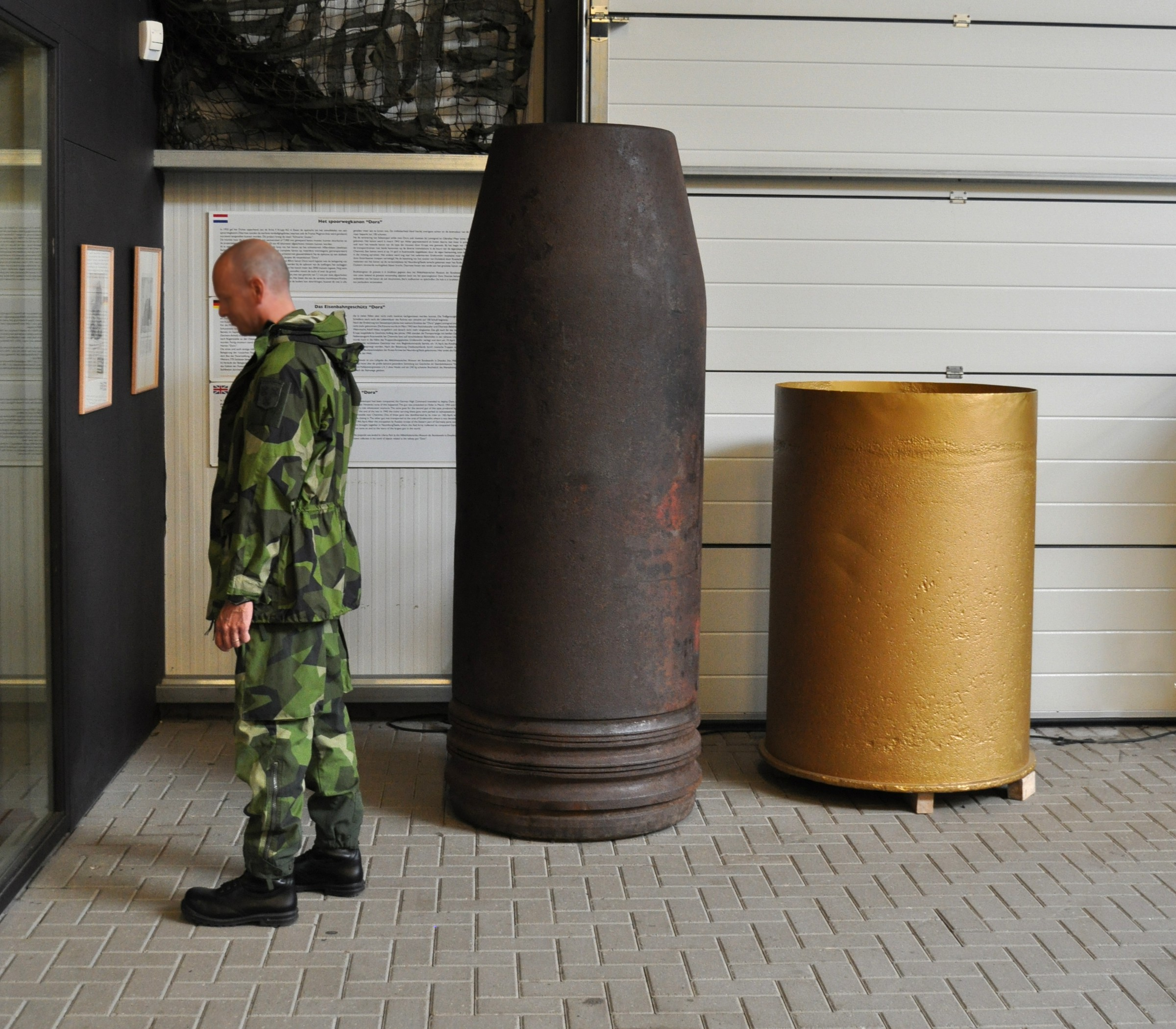
Granate und Kartusche (Ladehülse) für 80-cm-Kanone (E)

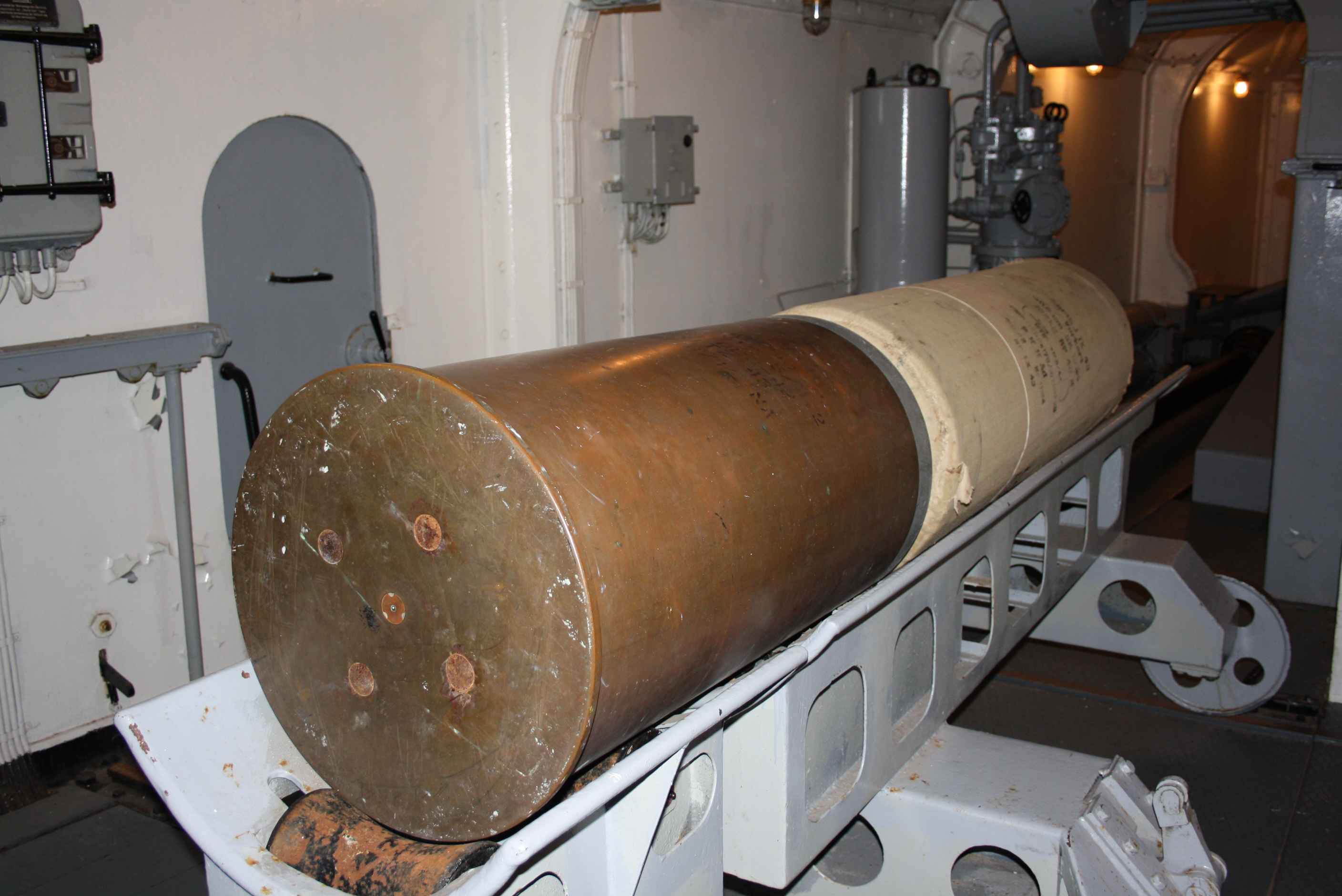
Kartusche für ein 40,2-cm-Geschütz mit doppelter Ladung

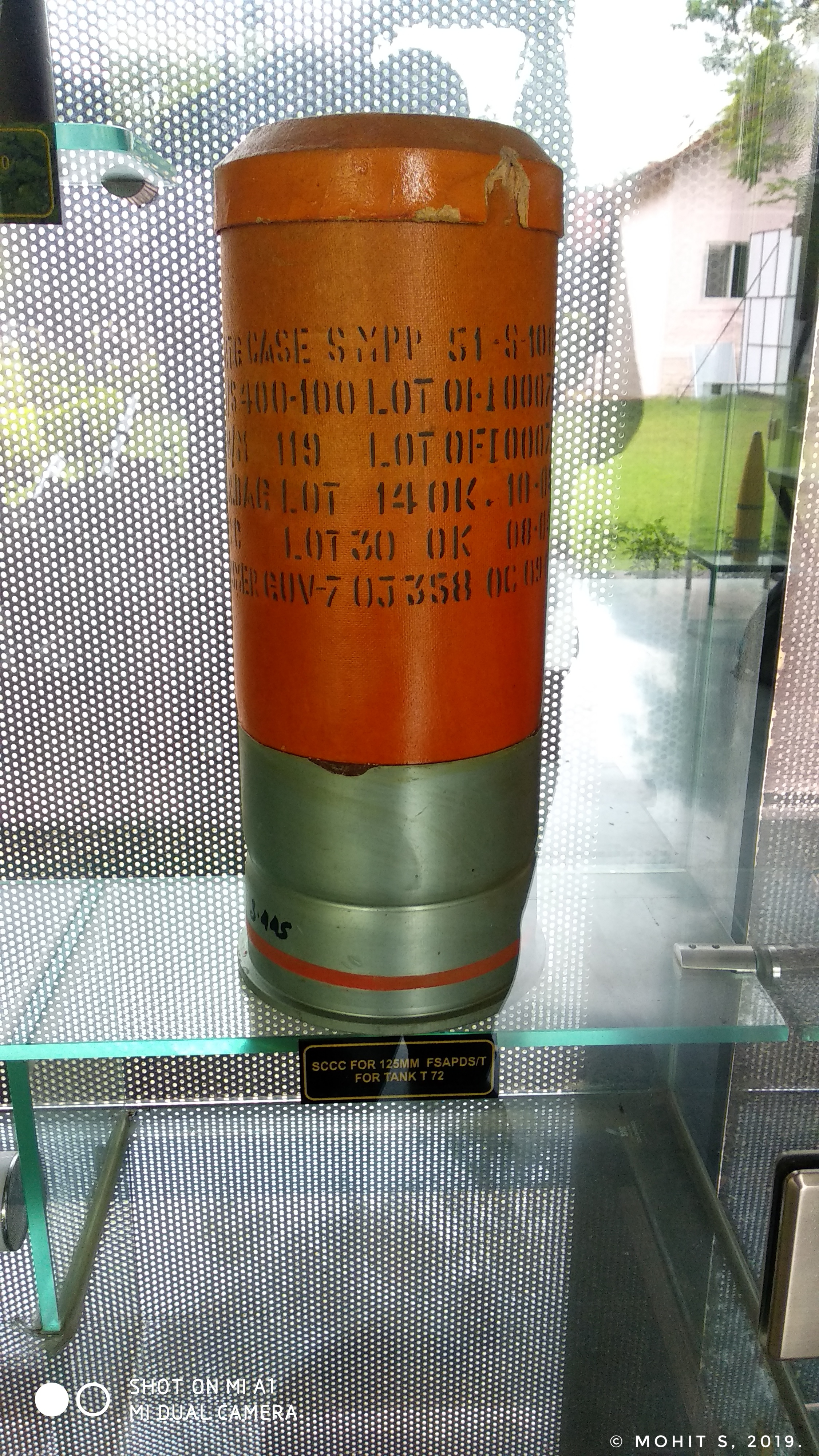
Teilabbrandkartusche oder Bodenkartusche für 125-mm-Kampfwagenkanone-D-81, unteres Hülsenteil aus Metall oberes Hülsenteil aus Pappe.

Kartusche bezeichnet eine Ladehülse und vorportionierte Treibladung, die bei Geschützen zum Abfeuern der Projektile genutzt wird. Das Wort stammt von französisch cartouche „Papphülse (für die Pulverladung)“, das auf italienisch cartoccio „Papprolle, zylindrischer Behälter, Tüte (für eine Pulverladung)“ (Diminutiv von italienisch carta „Papier“, zu lateinisch charta) zurückgeht. Die Kartätsche ist nicht nur sprachlich eng verwandt.

## Beschreibung
Als Kartusche (auch Granatkartusche) bezeichnet man in der Waffentechnik einen Behälter (Hülse), der die Treibladung eines Geschosses aufnimmt und den Ladungsraum nach hinten abdichtet, aber im Gegensatz zur Patronenhülse nicht das Geschoss selbst enthält. Solche Artilleriekartuschen werden für großkalibrige Geschütze verwendet, weil der Aufwand, das schwere Geschoss und dann die schwere Kartusche zu laden, geringer ist. Kartuschen dienen zusätzlich der Abdichtung der Geschützverschlüsse durch Liderung.
Vor allem auf Torpedoschnellbooten wurden/werden Kartuschen zudem zum Heraustreiben des Torpedos aus dem Torpedorohr verwendet (Torpedokartuschen). Die Funktionsweise ist dabei ähnlich der von Artilleriekartuschen.
Kartuschen bestehen in der Regel aus Metall, wobei Messing am weitesten verbreitet ist. Es gibt aber auch Typen von Teilabbrandkartuschen, die während des Schusses teilweise verbrennen, hierbei besteht nur der Kartuschenboden aus Metall, die Kartuschenhülse besteht aus Pappe oder Kunststoff auf Basis von Cellulosenitrat.

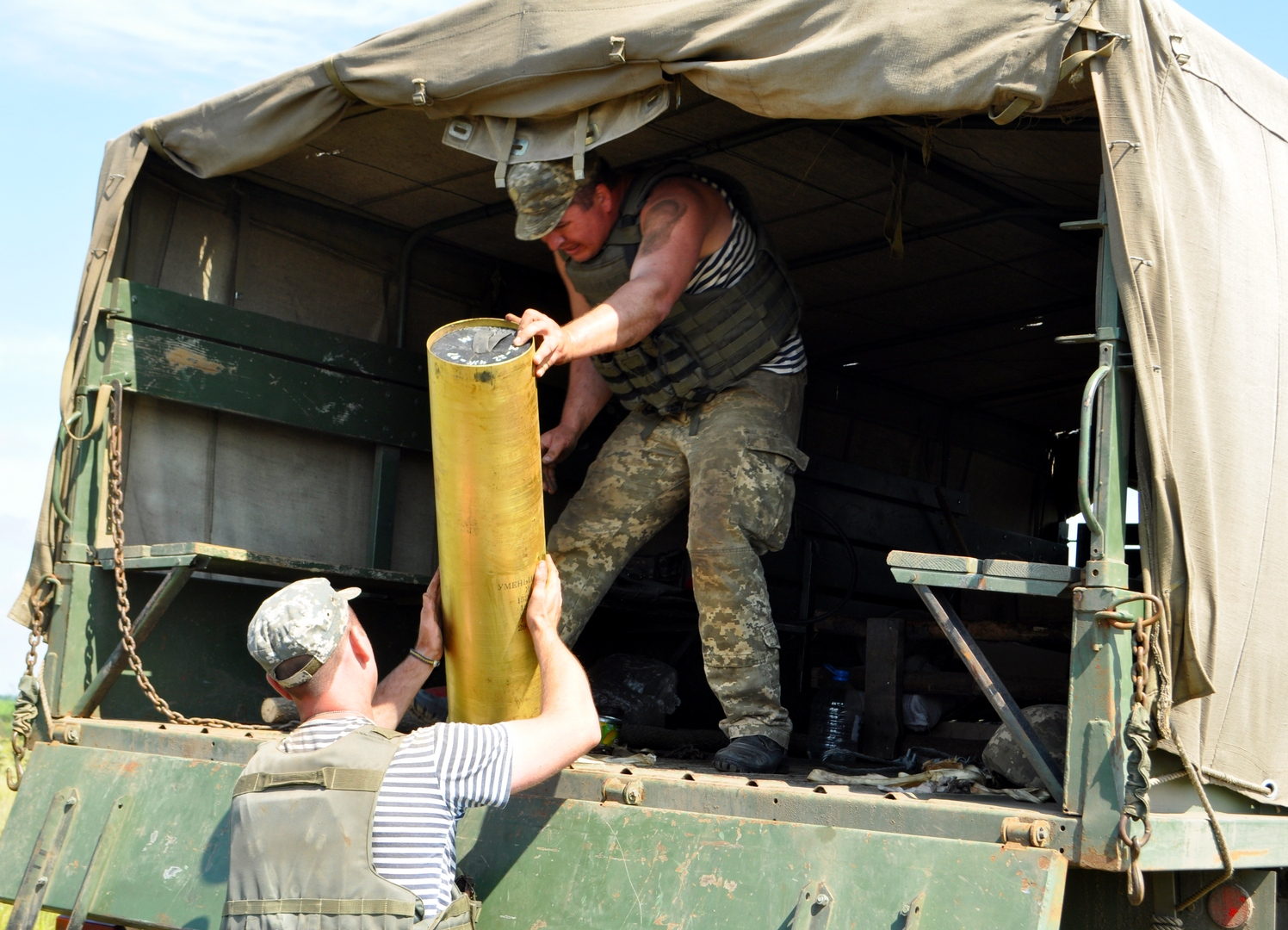
Anlieferung einer geladenen Kartusche.
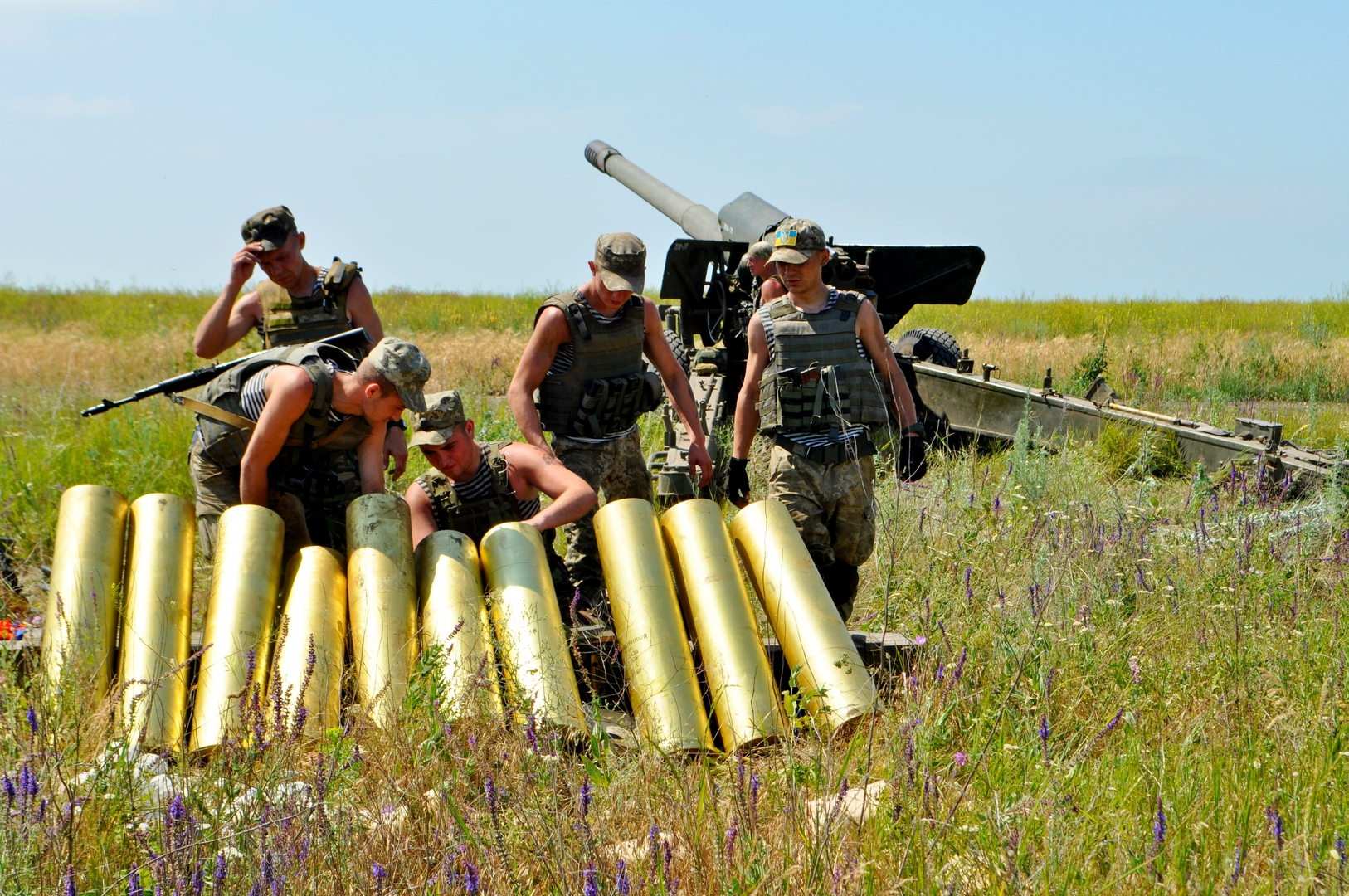
Kartuschen vor einem Geschütz
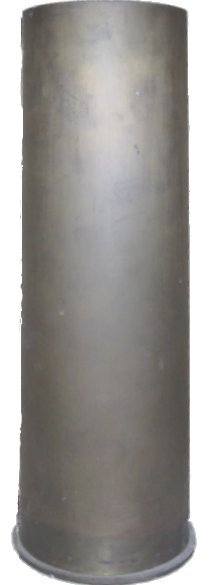
Kartusche einer 120-mm-Feldhaubitze.
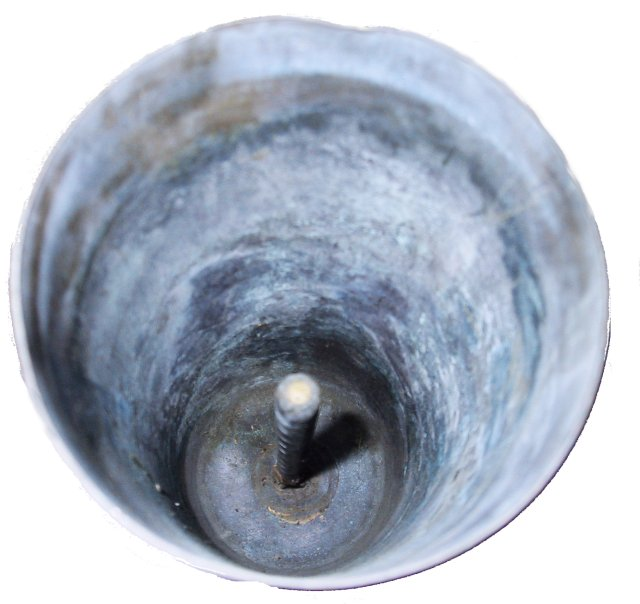
Innenansicht einer 120-mm-Kartusche nach dem Abfeuern, in der Mitte der Zündverteiler

## Kartuschbeutel
Vor der Entwicklung von Hinterlader-Geschützen wurde die Treibladung seit dem 18. Jahrhundert auch in Kartuschbeuteln in den Lauf gebracht. Dies waren zylinderförmig genähte Behälter aus Leinen, Pergament, Papier oder Rohseide. Nach dem Einführen in den Lauf des Vorderladers musste der Kartuschbeutel durch das Zündloch aufgestochen werden, damit die Treibladung sicher zündete.
Aber auch bei modernen Hinterladergeschützen werden manchmal noch Kartuschbeutel verwendet, vor allem bei größerem Kaliber wie bei Schiffsgeschützen. Ein Vorteil liegt darin, dass auf diese Weise die Stärke der Treibladung leicht beispielsweise an die gewünschte Schussweite angepasst werden kann – bei größerer Weite werden einfach mehr bzw. größere Beutel verwendet.

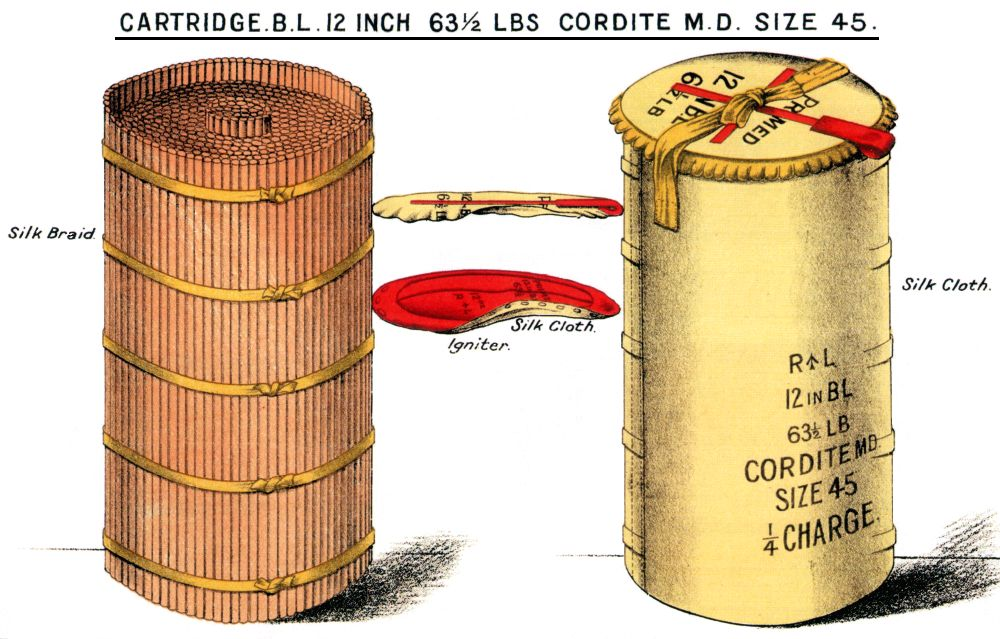
Kartuschbeutel, historische Darstellung.
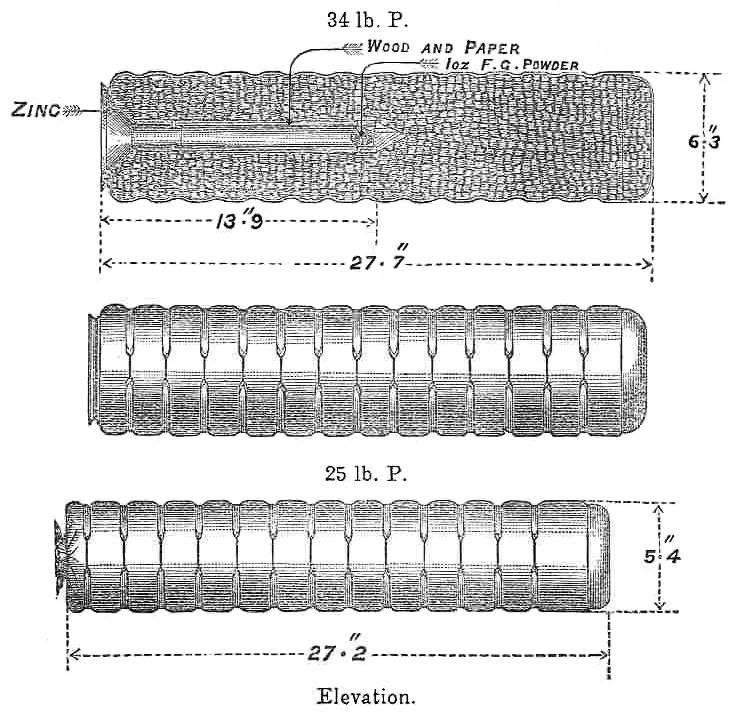
Kartuschbeutel, historische Darstellung.
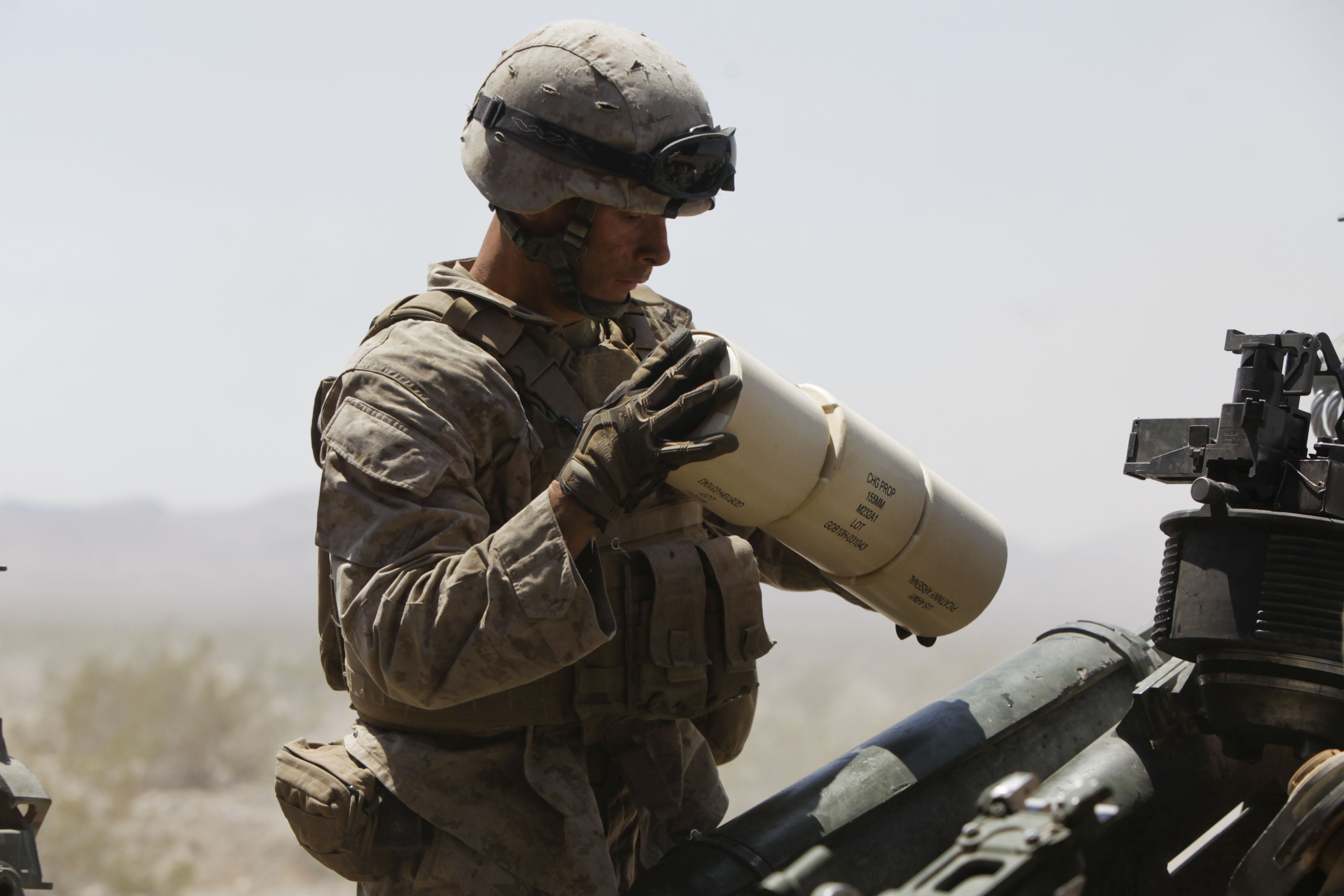
Ladungssegemente, moderne Ausführung im 21. Jahrhundert.

## Rechtliche Einordnung
Nach dem deutschen Waffengesetz ist jegliche Munition, die kein Geschoss enthält, also auch die Knallpatrone, als Kartusche definiert. Militärisch wird der Begriff allerdings nur für Hülsen, welche die Treibladung für Geschosse großkalibriger Geschütze enthalten, verwendet.